# Jota de Saura
Jota de Saura és una pel·lícula musical dirigida per Carlos Saura que fa un recorregut antropològic i una prospecció sobre la jota, el ball i cant estès per gran part d'Espanya, i que és part de la identitat d'Aragó.

## Desenvolupament
La pel·lícula, presentada al Festival Internacional de Cinema de Toronto a l'agost de 2016, va ser estrenada a Saragossa i posteriorment Barcelona i Madrid a l'octubre del mateix any.
A partir d'un guió de 10 pàgines del mateix Saura, la pel·lícula parteix dels orígens mudèjars de la jota, i es desenvolupa en dinou quadres de dansa i música en els quals han participat destacats músics i ballarins de l'escena espanyola, italiana i mediterrània.
Amb la idea de rellançar i “modernitzar” la jota, el director ha pretès retornar la jota a les places i que es canti i balli en texans. Per a això ha fet una recerca, acompanyat pel ballador i coreògraf de la pel·lícula, l'expert en Jota, Miguel Ángel Berna, el músic aragonès Alberto Artigas i la ballarina Manuela Adamo.

## Quadres
La pel·lícula, que comença amb els primers passos dels alumnes de l'Escola Aragonesa de Dansa Miguel Ángel Berna, ens va portant a través del temps i de la geografia mediterrània en quadres que no estan connectats entre si.
Des de la jota pirinenca d'Ansó amb la guitarra barroca d'Enrike Solinís, a la jota clàssica, cantada a duo per Nacho del Río i Beatriz Bernad, el fandango de Boccherini amb el cello de Giovanni Sollima i la dansa de Valeriano Paños, la jota amb tinaja i la jota que aprofundeix en les arrels, en una composició coral amb sis ballarines i les veus de Lorena Palacio i María del Carmen Salinas.
A poc a poc es desgrana en diferents quadres, danses i música: jota de Listz amb Miguel Ángel Remiro al piano; jota de Sarasate amb Ara Malikian al violí i la de Tárrega amb el guitarrista Juan Manuel Cañizares.

Tres quadres serveixen d'homenatge a quatre artistes desapareguts i que van tenir una destacable presència en la jota: el dedicat a Imperio Argentina amb un recorregut iconogràfic pels cartells i fotografies antics de la jota; l'homenatge a Pedro Azorín i Paco Rabal, tots dos presents en un fragment de la pel·lícula de Saura Goya en Burdeos; i l'homenatge pòstum al poeta José Antonio Labordeta amb l'escenografia d'una escola de la postguerra i el documental que sobre la guerra civil va realitzar Buñuel, Espagne 1937, España leal en armas.

Belles composicions com la jota mudèjar recullen les arrels mossàrabs amb les veus de María José Hernández i Lahbib Lahmed i la dansa de Miguel Ángel Berna i Manuela Adamo. També és destacable la fusió entre jota i flamenc, representada magistralment per la balladora Sara Baras i el coreògraf Berna. 

A més tenim el quadre de la taràntula que fa un homenatge a la tarantel·la italiana, amb el ball de Manuela Adamo i la guitarra battente per Francesco Loccisano. Es passa després a un crescendo dirigit per la gaita i flauta de Carlos Núñez, la jota gallega mostra l'aspecte cèltic i circular d'aquesta dansa, una autèntica festa que finalitza en les places dels pobles amb ancians, nens i joves ballant-la.

## Producció
La pel·lícula dirigida per Carlos Saura és una producció de Movistar+, Tresmonstruos Media i el patrocini de Canon, Balay, Grandes Vinos, Ibercaja, el Heraldo, el Govern d'Aragó i Aragón TV, a més de múltiples col·laboradors. Produïda per Gabriel Arias-Salgado, Leslie Calvo, i Saura Medrano, la seva distribució és a càrrec de Sherlock Films i Latido Films. 

En l'equip tècnic han intervingut Carlos Saura Medrano com a Ajudant de direcció i muntador, Paco Belda com a director de Fotografia i Jesús Espada i Kike Cruz com a Caps de So.